# ロイヤル・アーマリーズ
- 王立武具博物館
- 王立武器博物館

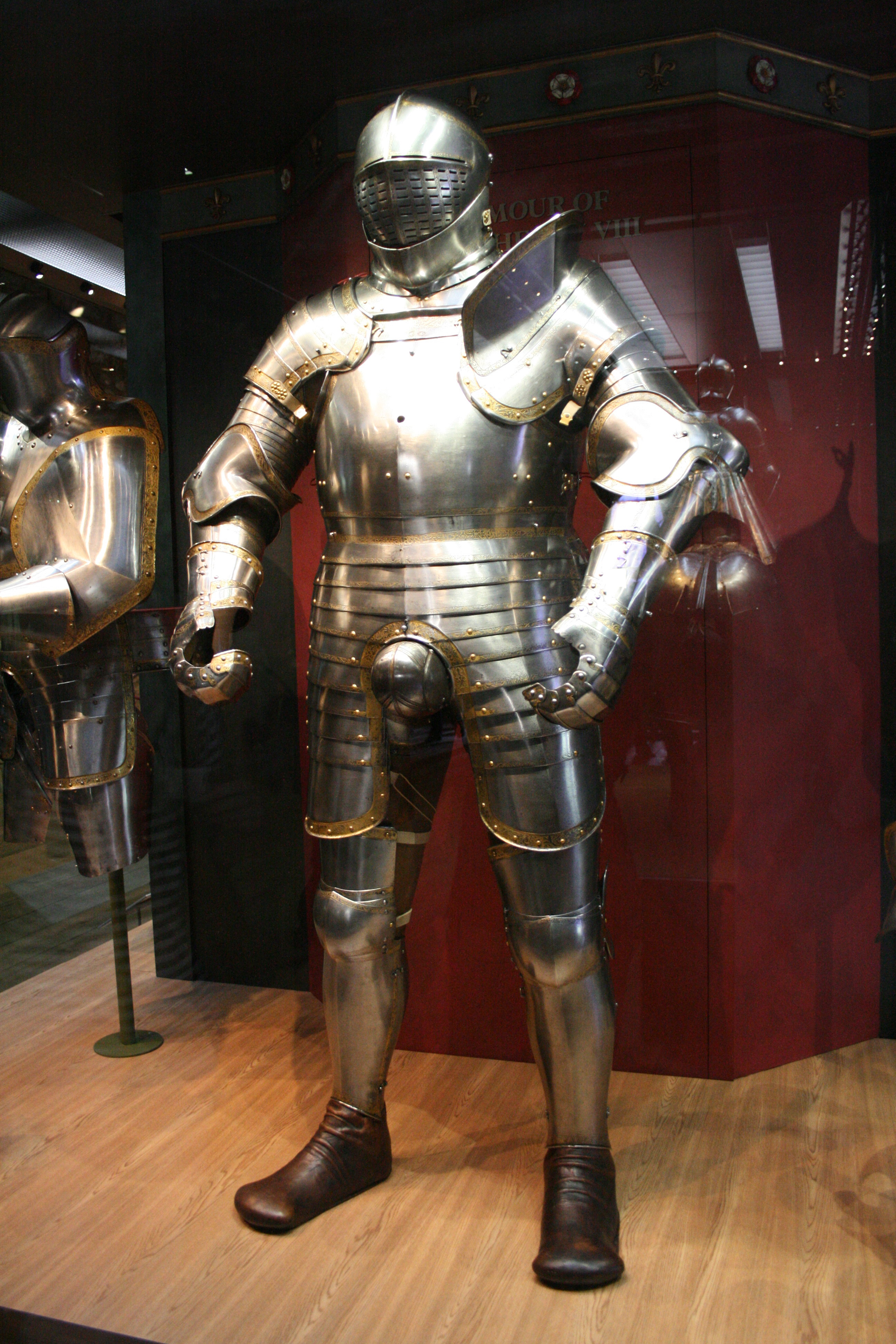
ロンドン塔のヘンリー8世の鎧

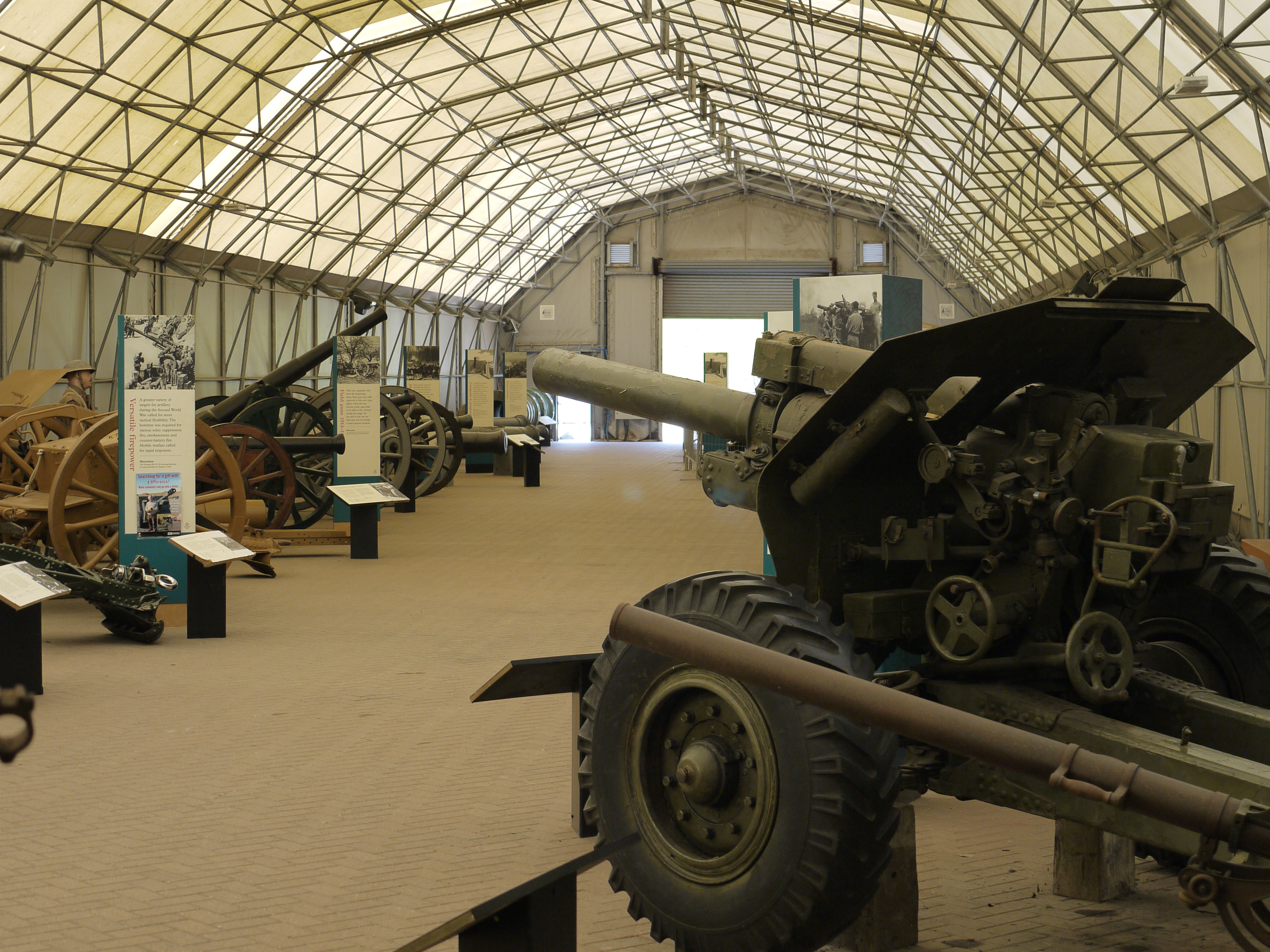
フォートネルソンの火砲展示

ロイヤル・アーマリーズ（英語：Royal Armouries）は、イギリスの国立武器防具博物館である。イギリス最古の博物館であり、世界的に見ても最も古い博物館の一つである。また、小火器、武器防具、火砲で構成されたコレクションは世界でも最大規模である。

## 所在地
歴史的に本拠地はロンドン塔であるが、今日では3カ所で展示されている。
| 場所                         | 座標                                                              |
| ---------------------------- | ----------------------------------------------------------------- |
| 王立武具博物館(リーズ)       | 北緯53度47分31秒 西経1度31分56秒 / 北緯53.791866度 西経1.532258度 |
| ロンドン塔 (ロンドン)        | 北緯51度30分31秒 西経0度04分35秒 / 北緯51.508545度 西経0.076310度 |
| フォートネルソン(ポーツマス) | 北緯50度51分38秒 西経1度08分20秒 / 北緯50.860691度 西経1.138867度 |

## 歴史

### 鎧の製造
ロイヤル・アーマリーズは、もとは王のための鎧製造に携わっていたロンドン塔に昔からある機関の一つである。アーマリーのオフィスは、15世紀半ばにロンドン塔で王の秘密の洋服箪笥として知られていた部門から成長した。1423年から、ロンドン塔のホワイトタワーで君主や軍の鎧の製造の責任を担った。それは銃器の責任を持っていた兵器局と並んで機能していた。アーマリーは、儀礼用の装飾鎧を製造していたグリニッチアーマリーやウーリッジ、ポーツマス、他宮殿等の倉庫や工房を監督した。

### 博物館
1545年に、ロンドン塔でコレクションを見るために訪問した外国の高官が見学料を支払ったと記録されている。チャールズ2世時代には、歴代の王の鎧を木馬に乗せた「王の系譜（Line of Kings）」や、拷問の道具などを含む常設公共展示が行われ、イギリス最古の博物館となった。17世紀になると槍や鎧は廃れ軍用兵器が台頭し、それらの開発は兵器局で行われるようになった。そのためアーマリーズは博物館として組織を維持し、その拡大をはかった。
1995年には、火砲コレクションの多くがハンプシャー州のフォート・ネルソンに移され、翌年にリーズに新しく王立武具博物館が開設された。
National Heritage Act 1983（国家遺産法）は、アーマリーズを文化・メディア・スポーツ省の支援を受ける政府外公共機関とした。